# Anolis monensis
Espèce
Synonymes
- Ctenonotus monensis (Stejneger, 1904)

Anolis monensis est une espèce de sauriens de la famille des Dactyloidae. 

## Répartition
Cette espèce est endémique de l'Isla Mona à Porto Rico.

## Description
Les mâles mesurent jusqu'à 57 mm et les femelles jusqu'à 57 mm.

## Étymologie
Son nom d'espèce, composé de mon[a] et du suffixe latin -ensis, « qui vit dans, qui habite », lui a été donné en référence au lieu de sa découverte, l'Isla Mona.

## Publication originale
- Stejneger, 1904 : The herpetology of Porto Rico. Annual Report of the United States National Museum for 1902, p. 553-724 (texte intégral).